# Klemens Renoldner

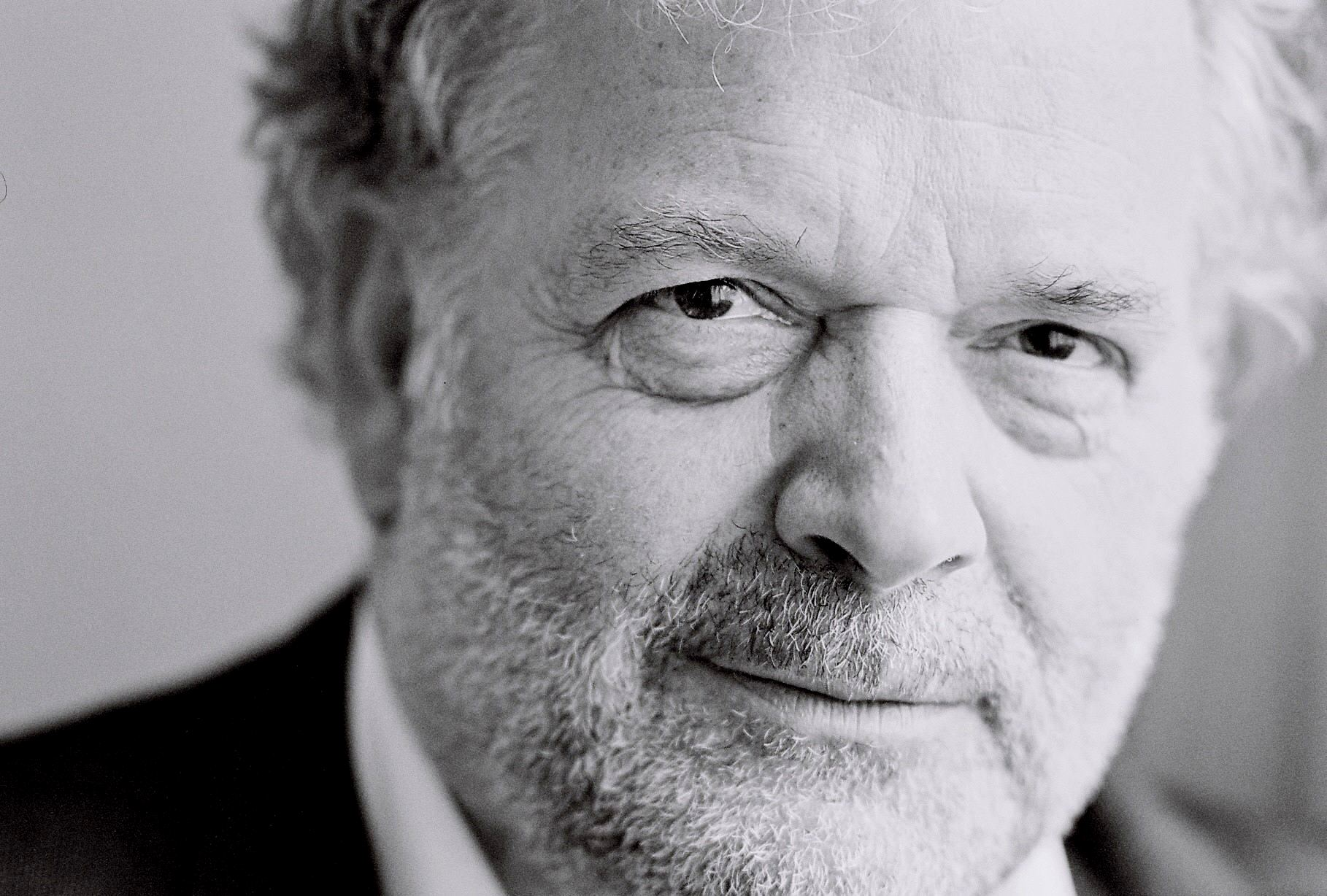
Klemens Renoldner (2012)

Klemens Renoldner (* 14. August 1953 in Schärding am Inn, Oberösterreich) ist ein österreichischer Schriftsteller und Literaturwissenschaftler.

## Leben und Wirken
Renoldner studierte Literatur und Musik von 1971 bis 1979 an den Universitäten Salzburg und Wien. Das Studium  schloss er 1980 in Salzburg mit einer Doktorarbeit über Christa Wolf ab.
1975 war er Mitbegründer der Salzburger Literaturzeitschrift SALZ, leitender Redakteur der Zeitschrift in den Jahren von 1975 bis 1978.
Von 1980 bis 1986 arbeitete er als Dramaturg am Burgtheater in Wien, danach war er als Chefdramaturg der Wiener Festwochen tätig. Weitere Engagements auch an den Münchner Kammerspielen, am Schauspielhaus Zürich und am Stadttheater in Bern. Von 1998 bis 2002 war er Schauspieldirektor, Chefdramaturg und Regisseur am Theater in Freiburg im Breisgau.
Von 2002 bis 2008 war er als Kurator für Literatur und Wissenschaft des Österreichischen Kulturforums an der Österreichischen Botschaft in Berlin tätig, wo er ab 2003 auch die zweimonatlich erscheinende Zeitschrift Kosmos Österreich herausgab.
Daneben nahm er immer wieder Lehraufträge an Universitäten in Österreich, Schweiz und Deutschland wahr: Universität Salzburg (1983, 2003/2004), Universität Bern (1995–1997), Albert-Ludwigs-Universität Freiburg (1999–2001), sowie Universität Innsbruck (2009). Vortragstätigkeit an Universitäten in verschiedenen Ländern Europas, sowie in den USA, China und Lateinamerika.
Er war Gründungsdirektor des Stefan Zweig Zentrum der Universität Salzburg, das er von 2008 bis 2018 leitete.
Gemeinsam mit Werner Michler ist er Herausgeber der auf sieben Bände angelegten Edition Stefan Zweig – Das erzählerische Werk – Salzburger Ausgabe, die seit 2017 im Verlag Paul Zsolnay in Wien erscheint.

## Schriften (Auswahl)
- Utopie und Geschichtsbewusstsein. Versuche zur Poetik Christa Wolfs. Akademischer Verlag, Stuttgart 1981. (= Stuttgarter Arbeiten zur Germanistik. Nr. 92, Unterreihe: Salzburger Beiträge. Nr. 3).
- Hagenwil les deux Eglises. Ein Gespräch mit Niklaus Meienberg. Mit einem Foto-Essay von Michael von Graffenried und einem Aufsatz von Erich Hackl. Limmat-Verlag, Zürich 2003.
- Man schließt nur kurz die Augen. Erzählungen. Folio-Verlag, Wien / Bozen 2008.
- Lilys Ungeduld. Roman. Folio-Verlag, Wien / Bozen 2011.
- Avvenida Errázuriz. 5 Romane die kein Ende finden. SuKuLTuR Verlag, Berlin 2013.
- Her mit dem Geld! Musikalische Revue, Uraufführung am 8. Oktober 2015. (Meran, Theater in der Altstadt; Regie: Rudolf Ladurner).
- Der Weisheit letzter Schuss. Von wankelmütigen Weltbürgern, fadenscheinigen Biotopen und gutartigen Bühnenschönheiten. Sonderzahl-Verlag, Wien 2016.
- Meran leuchtet. Schauspiel, Uraufführung am 3. Oktober 2017. (Meran, Theater in der Altstadt; Regie: Rudolf Ladurner).
- Fein vorbei an der Wahrheit. Erzählungen, Monologe, Reportagen. Sonderzahl-Verlag, Wien 2021.
- Geschichte zweier Angeklagter, Sonderzahl-Verlag, Wien 2023. ISBN 978-3-85449-622-9.

## Herausgeberschaft
- Stefan Zweig. Für ein Europa des Geistes. Gemeinsam mit Hildemar Holl und Peter Karlhuber. Ausstellungskatalog zur Stefan Zweig-Ausstellung der Stadt Salzburg 1992. Salzburg, SPOT, 1992.
- Kapuzinerberg 5. Ein Salzburger Stefan Zweig-Lesebuch. Salzburg, Winter-Verlag, 1992.
- Stefan Zweig – Bilder, Texte, Dokumente. Gemeinsam mit Hildemar Holl und Peter Karlhuber. Salzburg, Residenz-Verlag, 1993.
- Stefan Zweig, Instants d’une vie – Images, textes et documents, ed. avec Hildemar Holl et Peter Karlhuber. Paris, Stock, 1994.
- Stefan Zweig – Ich liebte Frankreich wie meine zweite Heimat. Gemeinsam herausgegeben mit Régine Battiston. Würzburg, Königshausen & Neumann, 2011. (= Schriftenreihe des Stefan Zweig Zentrum Salzburg, Nr. 2).
- Stefan Zweig: Schachnovelle. Leseausgabe. Stuttgart, Reclam-Verlag, 2013.
- Stefan Zweig: Schachnovelle. Kommentierte Ausgabe. Stuttgart, Reclam-Verlag, 2013.
- Stefan Zweig: Ich habe ein Bedürfnis nach Freunden. Erzählungen, Essays und unbekannte Texte. Wien, Styria-Verlag, 2013.
- Zweigs Theater. Der Dramatiker Stefan Zweig im Kontext europäischer Kultur- und Theatergeschichte. Gemeinsam herausgegeben mit Birgit Peter. Würzburg, Königshausen & Neumann, 2013 (= Schriftenreihe des Stefan Zweig Zentrum Salzburg, Nr. 4)
- Stefan Zweig: Einigung Europas. Eine Rede. Aus dem Nachlass herausgegeben. Salzburg – Paris, Tartin Editionen, 2013.
- Stefan Zweig – Abschied von Europa. Lesebuch zur Ausstellung im Wiener Theatermuseum. Brandstätter Verlag, Wien 2014.
- mit Rüdiger Görner: Zweigs England. Königshausen & Neumann, Würzburg 2014. (= Schriftenreihe des Stefan Zweig Zentrums Salzburg. Nr. 5).
- mit Franz Hamminger: Alfred Kubin – Stefan Zweig: Der Briefwechsel. Mit einem Aufsatz von Helga Thieme. Brunnenthal, Edition Landstrich, 2016.
- mit Werner Michler und Norbert-Christian Wolf: Von der Produktivkraft des Eigensinns. Der Schriftsteller Karl-Markus Gauß. Otto Müller Verlag, Salzburg 2017.
- mit Elisabeth Erdem und Mark H. Gelber: Stefan Zweig – Jüdische Relationen. Studien zu Werk und Biographie. Königshausen & Neumann, Würzburg 2017. (= Schriftenreihe des Stefan Zweig Zentrum. Salzburg. Nr. 7)
- mit Elisabeth Erdem: Stefan Zweig: Verwirrung der Gefühle. Reclam-Verlag, Stuttgart 2017.
- mit Peter Karlhuber: Ich gehöre nirgends mehr hin! Stefan Zweigs Schachnovelle – Eine Geschichte aus dem Exil.Verlag des Salzburg Museums, Salzburg 2017.
- mit Arturo Larcati: Am liebsten wäre mir Rom! – Stefan Zweig und Italien. Königshausen & Neumann, Würzburg 2018. (= Schriftenreihe des Stefan Zweig Zentrums Salzburg. Nr. 9).
- mit Elisabeth Erdem: Stefan Zweig: Vergessene Träume. Erzählungen 1900–1911. Paul Zsolnay, Wien 2018. (= Band 2 der Salzburger Ausgabe – Stefan Zweig – Das erzählerische Werk).
- mit Arturo Larcati und Martina Wörgötter: Stefan Zweig Handbuch. De Gruyter, Berlin / Boston 2018.
- mit Elisabeth Erdem: Stefan Zweig: Verwirrung der Gefühle. Erzählungen 1913–1926. Paul Zsolnay, Wien 2019. (= Band 3 der Salzburger Ausgabe – Stefan Zweig – Das erzählerische Werk).
- Stefan Zweig: L’esprit Européen en Exil. Essais, discours, entretiens (1933–1942). Édition établie par Jacques le Rider et Klemens Renoldner. Bartillat, Paris 2020.
- Stefan Zweig: Die Welt von Gestern. Hrsg. und mit einem Nachwort versehen. Stuttgart, Reclam, 2020.
- Stefan Zweig: Brief einer Unbekannten. Hrsg. und mit einem Nachwort. Reclam, Stuttgart 2022.
- mit Elisabeth Erdem: Stefan Zweig: Schachnovelle. Erzählungen 1927-1942. Paul Zsolnay, Wien 2022. (= Band 5 der Salzburger Ausgabe – Stefan Zweig – Das erzählerische Werk).
- mit Oliver Maruschek: Anton Kippenberg – Stefan Zweig: Briefwechsel 1905-1937. Insel, Berlin 2022.

## Auszeichnungen
- 2005: Verleihung des Berufstitels „Professor“ durch Bundespräsident Heinz Fischer
- 2015: Salzburgpreis des Kulturfonds der Landeshauptstadt Salzburg[1]
- 2022: Doktor h. c. der Universität Drohohbytsch, Ukraine